# Tureni (gmina)
Tureni – gmina w Rumunii, w okręgu Kluż. Obejmuje miejscowości Ceanu Mic, Comșești, Mărtinești, Micești i Tureni. W 2011 roku liczyła 2278 mieszkańców.